# Bannwil
Bannwil es una comuna suiza del cantón de Berna, situada en el distrito administrativo de Alta Argovia. Limita al norte con la comuna de Niederbipp, al este con Schwarzhäusern y Aarwangen, al sur con Graben y Berken, y al oeste con Walliswil bei Niederbipp y Oberbipp.
Hasta el 31 de diciembre de 2009 situada en el distrito de Aarwangen.

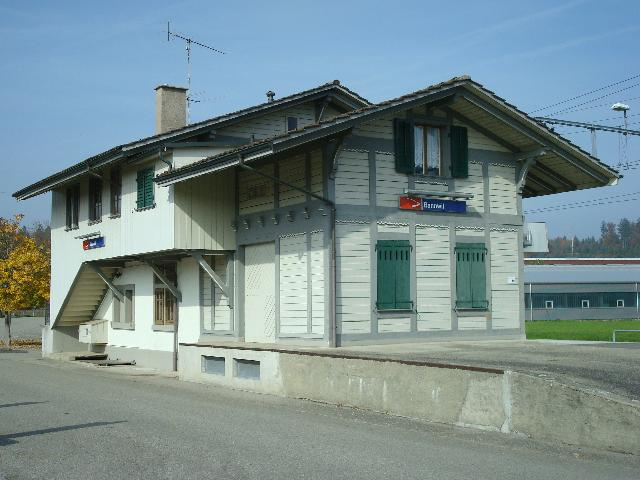
Estación del tren de Bannwil.